# Sobibor

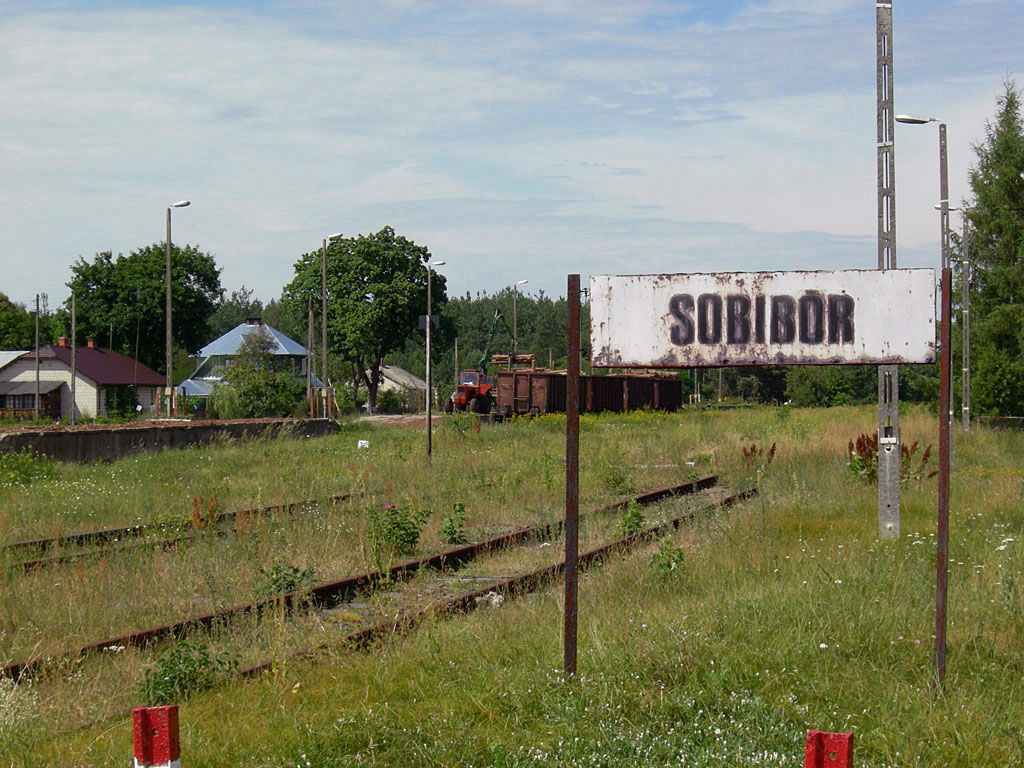
Estació del camp de Sobibor

El camp d'extermini de Sobibor va ser un camp d'extermini nazi, creat al març de 1942, que formava part de l'Operació Reinhard. És també el nom del llogaret al costat del qual va ser construït. Actualment és part de la ciutat de Lublin a Polònia.
Allí van arribar jueus (majoritàriament soviètics capturats al Front Oriental), presoners de guerra i gitanos. Transportats a Sobibor en trens de bestiar en molt dures condicions, finalment van ser assassinats en cambres de gas que eren alimentades amb un motor de gasolina (per a produir CO); posteriorment s'utilitzaren uns cristalls d'un pesticida comercialitzat amb el nom de Zyklon B, que era molt més efectiu i ràpid. El mètode per a infondre confiança als presoners, i aconseguir que entressin a la càmera, era fer-los creure que es tractava de dutxes de desinfecció. Es calcula que fins a 200.000 persones van morir a Sobibor, en la seva gran majoria jueus.

## La revolta de Sobibor
Al camp d'extermini de Sobibor va tenir lloc la major fugida de presos jueus d'un camp de concentració nazi en la Segona Guerra Mundial. Els presoners, organitzats per Leon Feldhendler i Alexander Pechersky (presoner de guerra soviètic anomenat Sasha) van planejar la fugida mitjançant la denominada Organització de la Resistència. Sasha va mantenir sempre una postura rebel davant les SS, per a pujar la moral dels presoners.
La fugida del camp es va portar a terme el 14 d'octubre de 1943, abans que les autoritats del camp van acabar l'Operació Reinhard com s'estimava segons les informacions que manejava el comitè clandestí de Resistència del camp.
Stanislaw 'Shlomo' Szmajzner va tenir la funció d'infiltrar-se en l'armeria de les SS, on va robar un petit nombre de fusells de repetició. També van aconseguir cisalles per a trencar els filats, encara que després no servís de res. Van acabar amb diversos homes de les SS fent-los entrar d'alguna manera en una petita construcció del camp i propinant-los cops al cap amb destrals. Al migdia es va fer reunir tots els presoners del camp perquè es posessin en fila i Alexander Pechersky va fer l'anunci de la revolta. Llavors tots van començar a córrer cap a les portes i voltes del camp, i la forta pressió de la massa de gent que empenyia va tirar a baix la porta de filat d'arç, tot això mentre el SS Oberscharführer Karl Frenzel tractava de matar el major nombre de presoners que li fos possible amb una metralladora fixa. Els presoners van començar a sortir per l'escletxa oberta, i a prop de quatre-centes persones va reeixir la sortida.
El problema va ser que al bosc que envoltava Sobibor no hi havia moltes possibilitats per a sobreviure, amb el que solament un nombre d'entre 50 i 70 fugitius van poder sobreviure a la guerra. Alguns presoners van passar la resta del temps tractant d'amagar-se dels alemanys, i uns altres es van oferir voluntaris per a crear un grup de partisans jueus, que es van dedicar a fer sabotatges i a combatre en la rereguàrdia del front rus. Hi va haver alguns presoners que després d'acabar la Segona Guerra Mundial van ser internats en camps de concentració soviètics.
Com a resultat de la primera i última fugida massiva de presoners, Heinrich Himmler va abandonar la idea del camp d'extermini i va ordenar que fos tancat el camp. Es van destruir els edificis i es va llaurar la terra, que va ser conreada. A la fi de 1943, no en quedava cap resta. La zona és avui dia Santuari Nacional de Polònia que es pot visitar.